# Антикорупційні протести в Росії 26 березня 2017 року
Антикорупційні протести в Росії 26 березня 2017 року — акції протесту проти корупції у вищих ешелонах російської влади, проведення яких відбулось у більш ніж 80 містах у зв'язку з відсутністю належної реакції з боку російської влади на опублікований фільм-розслідування «Він вам не Дімон», що має понад 30 мільйонів переглядів.
Протести 26 березня стали найбільшими протестними акціями в Росії з часів протестів 2011—2013 років, з рекордною кількістю затриманих (близько 1000 осіб). У Раді з прав людини при Президенті Російської Федерації назвали некоректними дії поліції, а відмови влади узгоджувати мітинги у більшості випадків були немотивовані.

## Передісторія
2 березня 2017 року Фонд боротьби з корупцією, заснований Олексієм Навальним, опублікував фільм-розслідування «Він вам не Дімон». У фільмі стверджувалося, що російський прем'єр-міністр Дмитро Медведєв володіє величезними ділянками землі в елітних районах, розпоряджається яхтами, квартирами в старовинних особняках, агрокомплексами та виноробними в Росії та за кордоном.

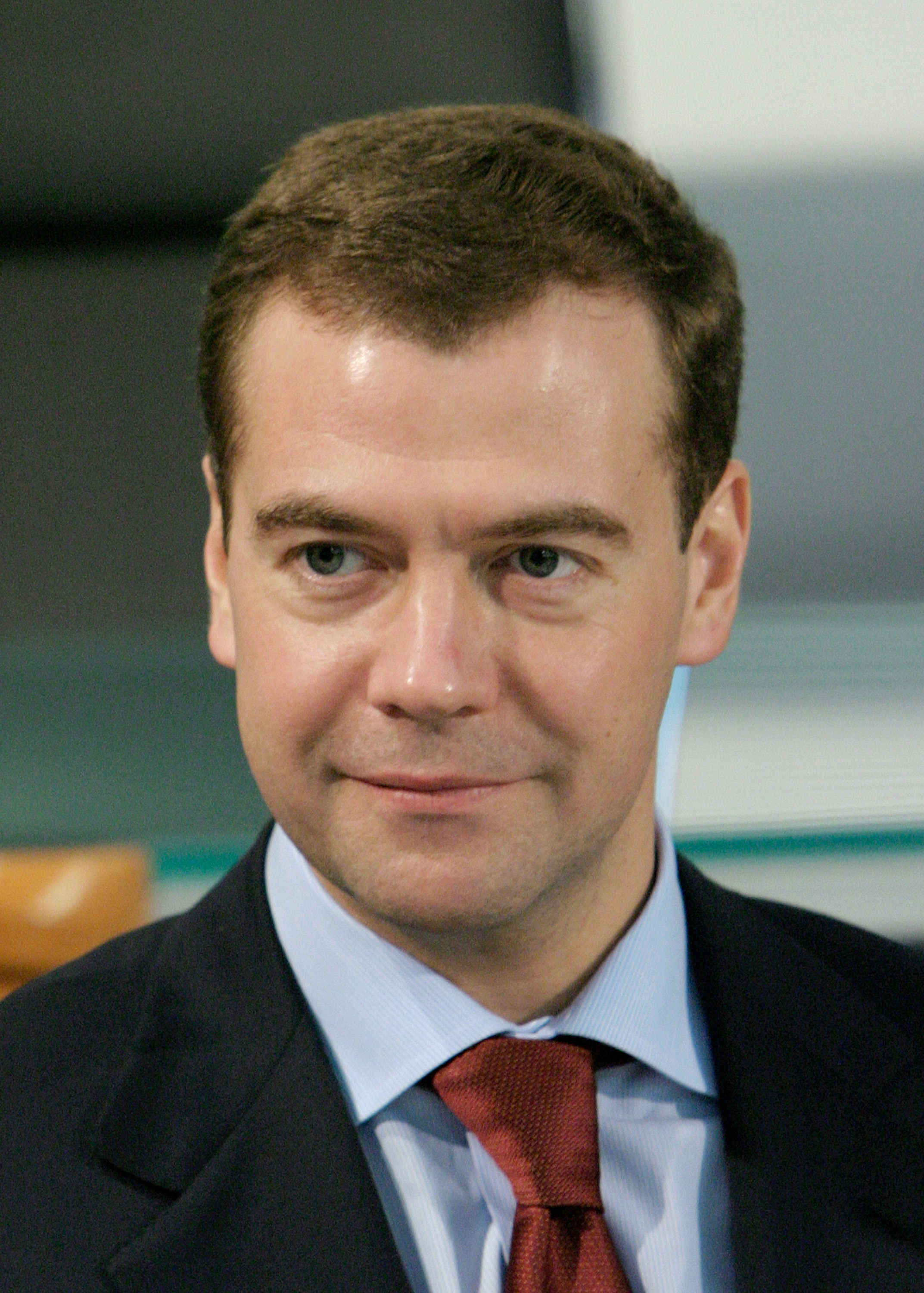
Дмитро Медведєв

У зв'язку з відсутністю належної реакції з боку російської влади на опубліковане розслідування, 14 березня 2017 року Олексій Навальний закликав своїх прихильників у різних російських містах провести 26 березня 2017 року вуличні акції. На цей заклик відгукнулися представники 95 російських міст, а також чотирьох міст за кордоном: Лондона, Праги, Базеля та Бонна.

## Перебіг подій
За даними прессекретаря Навального Кіри Ярмиш, проведення протестних акцій вдалося узгодити з місцевою владою у двадцяти чотирьох російських містах: Волзькому, Воронежі, Гатчині, Іжевську, Іркутську, Йошкар-Олі, Казані, Калузі, Кірові, Магнітогорську, Новокузнецьку, Омську, Оренбурзі, Пензі, Пермі, Петрозаводську, Сочі, Ставрополі, Тамбові, Томську, Тюмені, Уфі, Читі. За даними інтернет-газети «Newsvo» у Вологді організатори мітингу вирішили провести його в місцевому гайд-парку, де обласний закон дозволяє збиратися без попередження. Ця газета також відзначила, що Навальний обіцяв: «якщо поліцейський буде таким необережним, що затримає вас 26 березня, то обіцяю відсудити для вас 10 тисяч євро».
Список міст, де мітинг був узгоджений, поповнився також Новосибірськом, оскільки відмову місцевої мерії на проведення мітингу було успішно оскаржено в суді.
Однак чиновники цілої низки міст заборонили проведення протестних акцій. Як правило, причиною відмови називалося проведення у той самий час на заявлених місцях інших заходів. У Саранську і Владивостоці організатори зіткнулися з протидією силових структур. У Єкатеринбурзі акція проти корупції була заборонена як така, що підриває конституційний лад.

## Реакція російських ЗМІ
Події широко висвітлювались іноземними ЗМІ, зокрема українськими. Натомість основні російські засоби масової інформації або не висвітлили це питання в новинах, або згадали про нього побіжно, сильно занижуючи кількість учасників.
Російська пошукова система Яндекс серед основних подій того дня лише процитувала новину МВС РФ про те, що на вулиці в Москві вийшло декілька тисяч людей, а згодом прибрала навіть цю згадку. Після критики у свою адресу представники пошукової системи пояснили такі дії «автоматичним алгоритмом побудови рейтингу новин», заявивши, що не цензурували список новин.